# Вулиця Миколи Бенцаля (Тернопіль)
Вулиця Миколи Бенцаля — вулиця у мікрорайоні «Кутківці» міста Тернополя.

## Відомості
Розпочинається неподалік вулиці Золотогірської та закінчується в західній частині мікрорайону «Кутківці». Довжина вулиці — близько 200 м. Вулиця забудована багатоповерхівками.

## Релігія
- Церква Святих Бориса І Гліба УГКЦ